# George Webb (Musiker)
George Horace Webb (* 8. Oktober 1917 in Camberwell, Südlondon; † 10.  oder 11. März 2010) war ein britischer Pianist, Bandleader und Musikveranstalter, der als Mitbegründer des englischen Traditional Jazz Ende der 1940er Jahre bekannt wurde.

## Leben
Webb war der Sohn eines Künstlers, der in Music Halls Londons auftrat. Später zog seine Familie nach Belvedere (Kent), und Webb arbeitete in der Montage von Maschinengewehren bei der Firma Vickers-Armstrong bei Dartford. Zur Zeit des Kriegsausbruchs begann er, Autodidakt auf dem Piano, Musikveranstaltungen in der Fabrik-Kantine zu organisieren. 1940 stellte er eine Jazz-Band zusammen, deren Mitglieder im Stil des frühen Jazz spielte, den sie von Schallplatten kannten. Von Jugend am vom New Orleans Jazz begeistert, gründete er den Bexleyheath Rhythm Club, in dem Jazz-Schallplatten gehört wurden.
Ab 1941 trat die Band unter dem Namen George Webb's Dixielanders im Red Barn Pub im nahen Barnehurst auf; ihr Vorbild war dabei King Olivers Creole Jazz Band aus den Jahren 1922 bis 1924. Zu den Besuchern gehörte auch der eben demobilisierte Humphrey Lyttelton, der bald festes Mitglied der Dixielanders wurde. In den Nachkriegsjahren gelang es der Band, sich in Großbritannien zu etablieren; es folgten gelegentliche Radioauftritte und schließlich Plattenaufnahmen. Zu den Musikern, die bei Webb spielten, gehörten auch Wally Fawkes, Eddie Harvey und Owen Bryce. Obwohl die Musik der Dixielanders als roh und ungeschliffen galt, spielten sie mit großer Begeisterung; Webb wurde später als „the father of British traditional jazz“ bezeichnet.
1948 löste sich die Formation auf und Webb stieg bei Lytteltons neu gegründeter Band als Pianist ein. Ab 1951 begann er sich verstärkt, als Musikveranstalter zu betätigen; so organisierte er die Sonntag-Sessions im Shakespeare Hotel im Stadtteil Woolwich, die im Namen des Hot Club of London bis Anfang der 1960er Jahre stattfanden. Anfang der 1950er Jahre entstanden Aufnahmen unter eigenem Namen für Melontone und Decca Records. 1955 wurde Webb bei Jazzshows Promotions aktiv und buchte Bands und Sänger für den expandierenden Club- und Konzertmarkt. Nachdem nach zehn Jahren Jazzshows verlassen hatte, gründete er eine eigene Musikagentur, die mit einer Vielzahl von Künstlern des Rhythm and Blues und Jazz zusammenarbeitete. Diese Agentur lief bis 1973 erfolgreich, bis Webb sein Privatvermögen in die Organisation eines Jazzfestivals auf der Isle of Man steckte. Als der Bau vor Beginn des Festivals einem Brand zum Opfer fiel, verlor er fast alle seine Investitionen.
In diesen Jahren war Webb selten als Musiker aktiv; erst Anfang der 1970er Jahre spielte er wieder regelmäßig, tourte als Begleiter von Jo Starr durch Europa und reaktivierte 1973 für kurze Zeit die Dixielanders. 1974 übernahm er in Stansted, Essex einen Pub, den er als Veranstaltungsort nutzte. 1985 gab er dies auf und zog in den Stadtteil Erith und trat noch gelegentlich auf; so war er 1998 Gastsolist bei den Feiern von Humphrey Lytteltons 50-jährigem Bühnenjubiläum.